# Pterospoda kunzei
Pterospoda kunzei là một loài bướm đêm trong họ Geometridae.